# Allan Kozinn
Allan Kozinn (* 1954 in New York City) ist ein US-amerikanischer Journalist und Musikkritiker. Die Schwerpunkte seiner Arbeit sind die klassische Musik und die Beatles.

## Leben und Wirken
Allan Kozinn ist der Sohn des Juristen Richard M. Kozinn und dessen Frau Phyllis A. Kozinn. Er graduierte 1976 an der Syracuse University, New York, in Musik und Journalismus. Ab 1977 schrieb er freischaffend für The New York Times. Daneben war er Redakteur der Musikmagazine High Fidelity, Opus und Keynote und Musikkritiker für The New York Observer. Ab 1991 war er fester Mitarbeiter bei der New York Times, für die er bis 2014 über 7000 Artikel schrieb. Außerdem lehrte er an der Juilliard School und ab 2004 an der Tisch School of the Arts der New York University Musikkritik, Literatur der Barockmusik und zum Thema „Beatles“.
2012 wurde er von der New York Times mit der allgemeinen kulturellen Berichterstattung beauftragt. Die damit zusammenhängenden Aufgaben waren für ihn jedoch nicht befriedigend, so dass er 2014 seine Arbeit bei der New York Times beendete.
Allan Kozinn lebt seit 2015 in Portland, Maine, und arbeitet für den Portland Press Herald. Er ist seit 2013 in vierter Ehe verheiratet mit Paula Kozinn geb. Brochu.

## Schriften
- The Guitar: The History, the Players, the Music. Morrow, New York 1984, ISBN 0-688-01972-2.
- Mischa Elman and the Romantic Style. Harwood, Chur u. a. 1990, ISBN 3-7186-0497-3.
- The Beatles. Phaidon, London 1995, ISBN 0-7148-3203-0. Neuauflage: The Beatles. From the Cavern to the Rooftop. Phaidon, Berlin 2010, ISBN 978-0-7148-5946-0.
- The New York Times Essential Library: Classical Music. A critic’s guide to the 100 most important recordings. Holt, New York 2004, ISBN 978-0-8050-7070-5.